# Risco, Missouri
Risco, Missouri (енгл. Risco) град је у америчкој савезној држави Мисури.

## Демографија
По попису из 2010. године број становника је 346, што је 46 (-11,7%) становника мање него 2000. године.
| Група             | 2000.       | 2010.       |
| Белци             | 390 (99,5%) | 334 (96,5%) |
| Афроамериканци    | 1 (0,3%)    | 4 (1,2%)    |
| Азијати           | 0 (0,0%)    | 0 (0,0%)    |
| Хиспаноамериканци | 0 (0,0%)    | 2 (0,6%)    |
| Укупно            | 392         | 346         |